# Emoia similis
Espèce
Synonymes
- Emoia sembalunica Mertens, 1927
- Leiolopisma kadarsani Darevsky, 1964
- Leiolopisma kadarsani padariensis Darevsky, 1964
- Leiolopisma sembilunica rintjana Darevsky, 1964

Emoia similis est une espèce de sauriens de la famille des Scincidae.

## Distribution
Cette espèce est endémique des Petites îles de la Sonde en Indonésie. Elle se rencontre sur les îles de Komodo, de Padar, de Rinca, de Florès et de Lombok.

## Publication originale
- Dunn, 1927 : Results of the Douglas Burden expedition to the island of Komodo. 3. Lizards from the East Indies. American Museum Novitates, no 288, p. 1-13 (texte intégral).